# Finn und der Weg zum Himmel
Finn und der Weg zum Himmel ist eine deutsche Tragikomödie aus dem Jahr 2012. Es handelt sich um das Regiedebüt von Steffen Weinert, der auch das Drehbuch schrieb. Die Filmkomödie wurde am 21. November 2012 im Südwestrundfunk (SWR) als „Debüt im Dritten“ erstmals ausgestrahlt.

## Handlung
Der sechsundzwanzigjährige Finn Mulzer ist von seinem Intellekt und seiner geistlichen Entwicklung auf dem Niveau eines neunjährigen Jungen. Für ihn zerbricht eine Welt, als sein Vater Georg stirbt. Finns Vater war ihm zeitlebens seine wichtigste Stütze, er war sein Gedächtnis und für ihn sein zweites Ich. Er weiß gar nicht, wie er ohne seinen Vater weiterleben sollte. Nach der Beerdigung seines Vaters meint er bei sich Symptome festzustellen, die sein Vater vor seinem plötzlichen Tod hatte. Finn ist der Annahme, dass er stirbt und das an seinem Geburtstag in sechs Wochen, denn sowohl sein Vater als auch sein Großvater sind an ihrem Geburtstag gestorben.
Er versucht gute Taten zu vollbringen, den so erhofft er sich in den Himmel zu seinem Vater zu kommen. Zu seinen guten Taten zählt auch ein selbstgebackener Kuchen, den er dem Mädchen Hannah schenkt. Diese wird nach vorheriger Ablehnung sogar seine Freundin. Schließlich kann er sie auch vor ihrem psychisch kranken Vater retten. An seinem Geburtstag merkt Finn, dass er gar nicht stirbt und feiert dies umso mehr.

## Hintergrund
Finn und der Weg zum Himmel wurde vom 2. August 2011 bis zum 13. September 2011 unter anderem im Südschwarzwald, in der Großstadt Freiburg im Breisgau und der Gemeinde Kleines Wiesental an Schauplätzen Baden-Württembergs gedreht. Produziert wurde der Film von Funkfilme und der Oberon Film GmbH.

## Kritik
Die Kritiker der Fernsehzeitschrift TV Spielfilm zeigten mit dem Daumen nach oben und vergaben für Humor, Anspruch und Spannung einen von drei möglichen Punkten. Sie resümierten: „Gar nicht trauriges, charmantes Märchen“.